# الشفق (كوميك بوفي)
" توايلايت " هي القصة السابعة من الموسم الثامن من سلسلة القصص المصورة بافي قاتلة مصاصي الدماء ، استنادًا إلى المسلسل التلفزيوني الذي يحمل نفس الاسم ، وقد كتبها الروائي وكاتب القصص المصورة براد ميلتزر . تدور أحداث القصة حول حرب بوفي مع الشرير توايلايت.

## الحبكة
تختبر بوفي مدى قوتها الجديدة عندما تواجه توايلايت، الذي يكشف عن نفسه بأنه صديقها السابق أنجل . تستمر معركتهم لبعض الوقت. ويشرح لها أن شخصية "توايلايت" كانت الطريقة الوحيدة للحد من مدى الضرر الذي أحدثته الفصائل المناهضة لقاتلة.